# 别克GL8

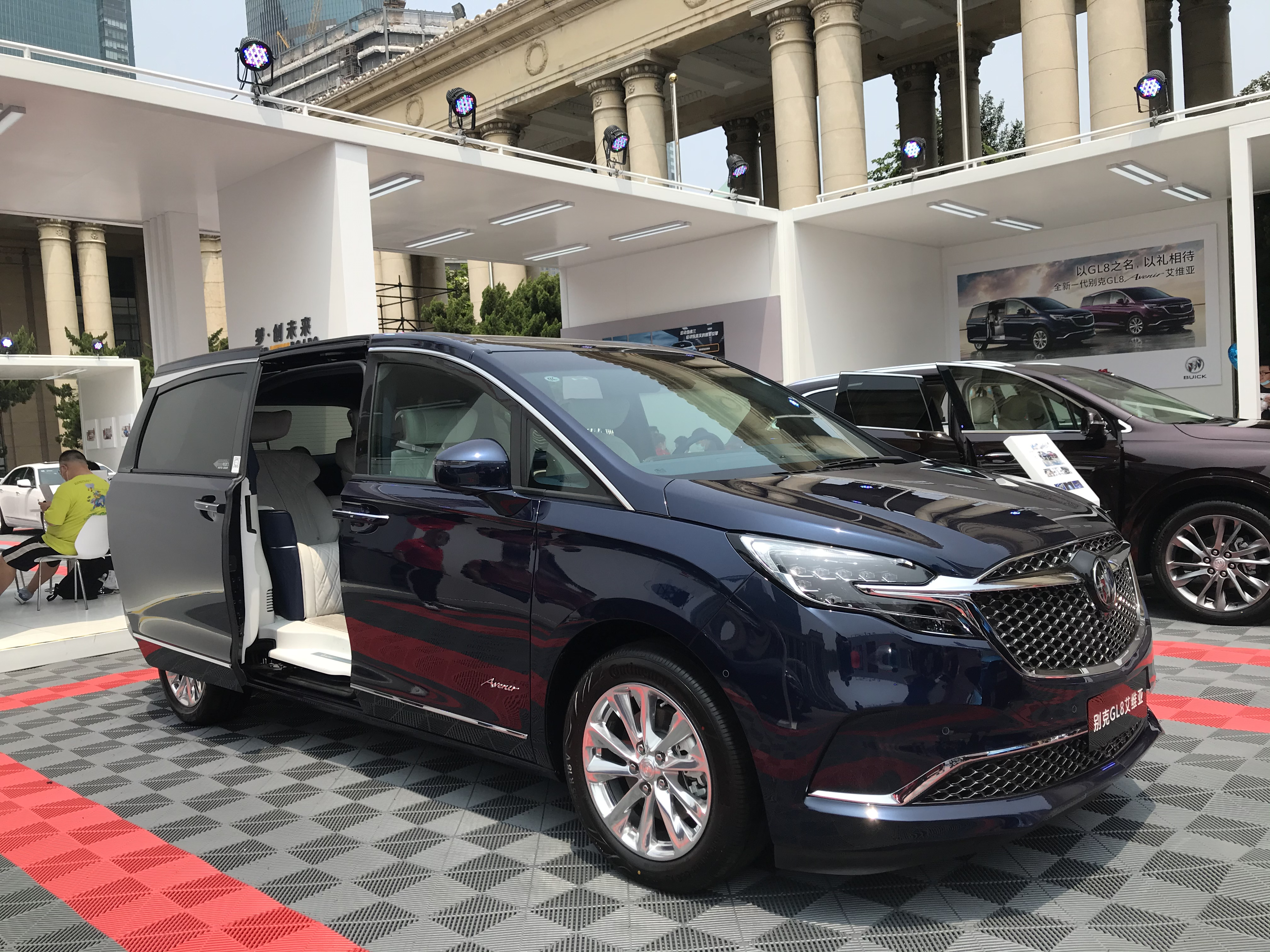
別克GL8 ES

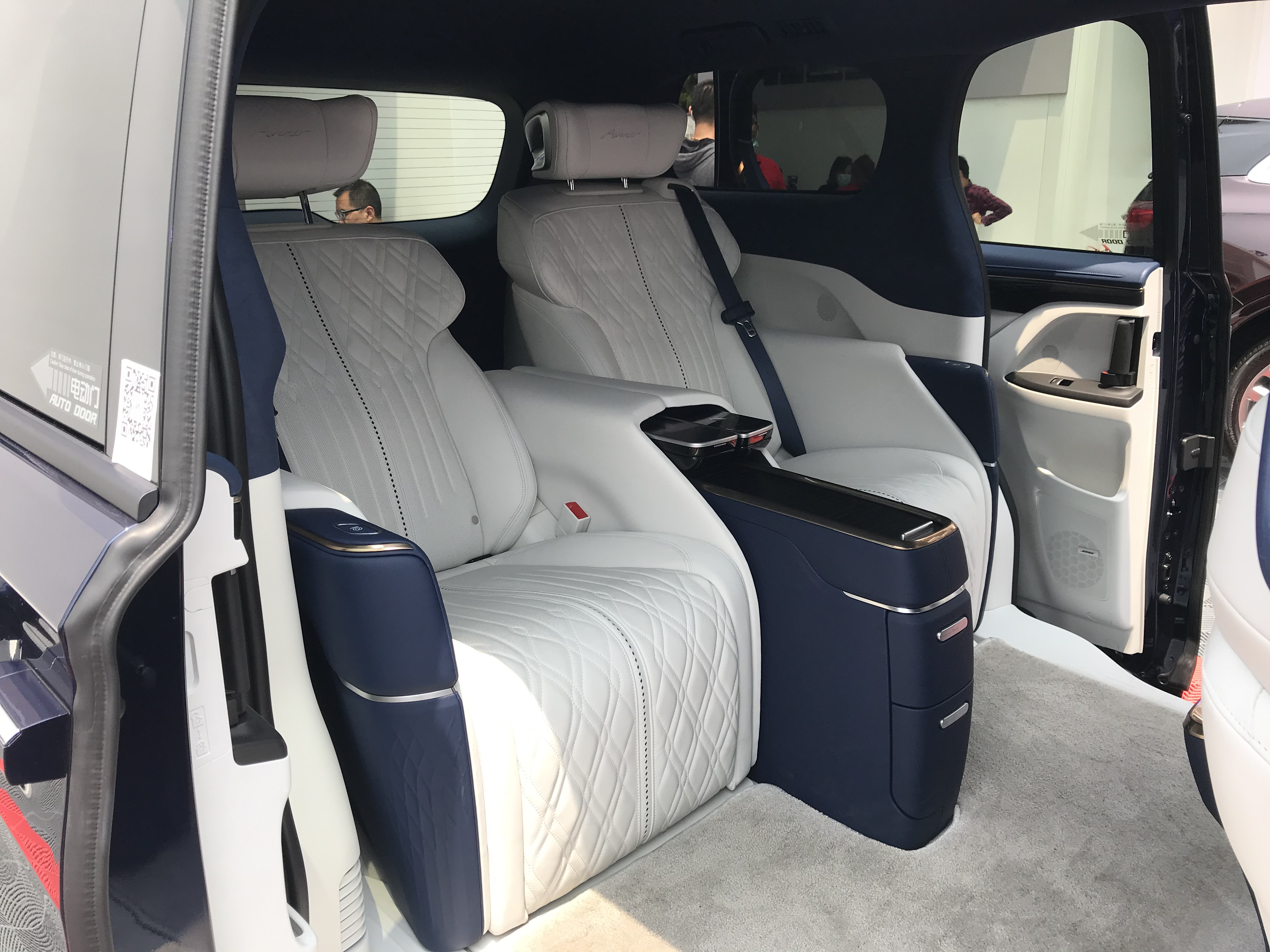
GL8 ES車內設備

别克GL8（Buick GL8）是上海通用汽车有限公司推出的一系列的商务车，目前仅在中国市场销售。2000年，上海通用汽車在中国大陆市场推出的第一款GL8是一款经过部分修改的Pontiac Montana翻牌车。2005年，GL8在第一款的基础上，前脸和外形空气动力等方面作了较大的修改并冠名为别克GL8陆尊（Buick GL8 Firstland）。2010年，上海通用汽車11月28日晚在上海发布了进行过较大的修改的全新別克GL8豪華汽車（Buick GL8 Luxury），並公布了四款車型的市場價格，定價區間為28.8萬元人民币至38.8萬元人民币，這標志著別克品牌正式進軍豪華公商務多功能休旅車市場。

## 引擎
- GL8 2.5L V6 - LB8 2.5L
- GL8 Firstland 3.0L V6 - LZC 3.0L
- GL8 Luxury 2.4L V6 - ECO 2.4L
- GL8 Luxury 3.0L V6 - SIDI 3.0L
- GL8 ES 2.0T LTG L4